# Tacoma
Pour le jeu vidéo, voir Tacoma (jeu vidéo).
Tacoma est une ville américaine, siège du comté de Pierce dans l'État de Washington, en banlieue sud de Seattle. Selon le recensement de 2016, la population était de 211 277 habitants. Tacoma fait partie de l'aire métropolitaine de Seattle.
Le nom de Tacoma proviendrait du nom amérindien du mont Rainier, Tacobet, qui signifie « mère des eaux ». Son surnom de Cité du Destin (en anglais : City of Destiny) provient du fait que le site où a été construite la ville a été choisi par la Northern Pacific Railway pour être le terminus ouest de la ligne de chemin de fer, à l'extrémité sud de la baie du Commencement (en anglais : Commencement Bay). Ainsi la devise de la ville est devenue Quand les rails rencontrent les voiles (en anglais : When rails meet sails). Aujourd'hui encore, le port de Tacoma est un des ports principaux de la côte ouest des États-Unis.
En 1990, Money Magazine a désigné Tacoma comme le quatrième meilleur endroit où vivre aux États-Unis.

## Histoire

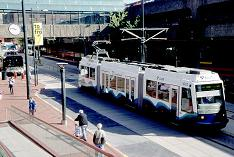
Tramway de Tacoma.

Le site de Tacoma est d'abord habité par des Amérindiens, principalement des Puyallups. En 1864, un pionnier du nom de Job Carr fonde une petite communauté développée ensuite par Morton McCarver qui nomma la ville Tacoma City. La ville est officiellement incorporée en 1875 et devient effectivement le terminus de la ligne de chemin de fer en 1887. À la suite de l'arrivée du chemin de fer, la croissance démographique est impressionnante et dure jusqu'à la découverte d'or dans la rivière Klondike où Tacoma est peu à peu éclipsée par Seattle.
Les deux ponts de 1950 et 2007 relient Tacoma à Gig Harbor ; l'ancien pont a connu un effondrement spectaculaire en 1940.

## Géographie
Tacoma se trouve au bord de la baie du Commencement, près du mont Rainier, à l'extrémité sud du Puget Sound.

## Politique
Tacoma est dirigée par un conseil municipal composé de neuf membres : un maire, cinq représentants de district et trois autres représentants.

## Économie
Quelques grandes entreprises sont basées à Tacoma telles : Labor Ready, entreprise de travail temporaire, Russell Investments, banque d'investissement. Une raffinerie se trouve dans le port de Tacoma, sixième plus grand port à conteneurs d'Amérique du Nord. La ville de Tacoma partage avec Seattle, l'aéroport international de Seattle-Tacoma. Elle possède aussi un aéroport militaire : le Gray Army Air Field : code AITA : GRF). L'Interstate 5 traverse la ville et permet de la relier à Seattle au nord et Portland au sud.

## Démographie
| Groupe                           | Tacoma | Washington | États-Unis |
| -------------------------------- | ------ | ---------- | ---------- |
| Blancs                           | 64,9   | 77,3       | 72,4       |
| Afro-Américains                  | 11,2   | 3,6        | 12,6       |
| Asiatiques                       | 8,2    | 7,2        | 4,8        |
| Métis                            | 8,1    | 4,7        | 2,9        |
| Autres                           | 4,6    | 5,2        | 6,2        |
| Amérindiens                      | 1,8    | 1,5        | 0,9        |
| Océaniens                        | 1,2    | 0,6        | 0,2        |
| Total                            | 100    | 100        | 100        |
|                                  |        |            |            |
| Hispaniques et Latino-Américains | 11,3   | 11,2       | 16,7       |

Selon l'American Community Survey, pour la période 2011-2015, 80,33 % de la population âgée de plus de 5 ans déclare parler anglais à la maison, alors que 7,20 % déclare parler l'espagnol, 2,16 % le vietnamien, 1,57 % le khmer, 1,13 % le coréen, 1,06 % le tagalog, 1,01 % le russe, 0,72 % l'allemand, 0,53 % une langue chinoise et 4,30 % une autre langue.

## Personnalités originaires de Tacoma

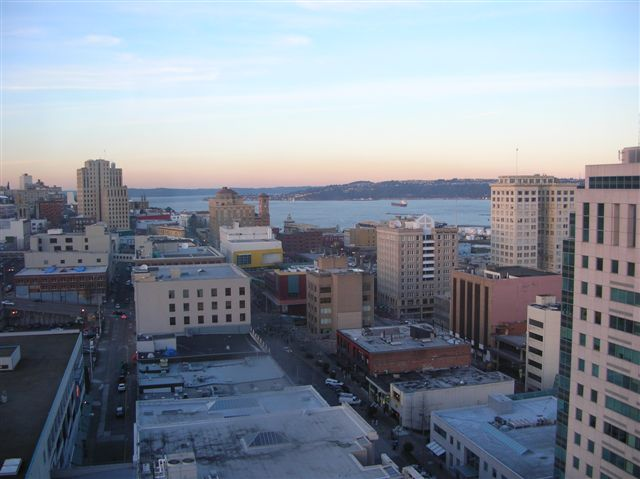
Centre de Tacoma.

## Jumelages
La ville de Tacoma est jumelée avec :
- Kiryat-Motzkin (Israël)
- Gunsan (Corée du Sud)
- Vladivostok (Russie)
- Ålesund (Norvège)
- George (Afrique du Sud)
- Fuzhou (Chine)
- Taichung (Taïwan)
- Cienfuegos (Cuba)
- Kitakyūshū (Japon)
- Davao (Philippines)
- El Jadida (Maroc)
- Biot (France)

## Dans la culture populaire
- Le Port de Tacoma est une chanson de marin d'origine américaine The Bank of Sacramento traduit en allemand, en hollandais, adaptée en français par Henry-Jacques dans les années 1900 et reprise par Hugues Aufray en 1968.